# Elektrownia Wrzeszczyn

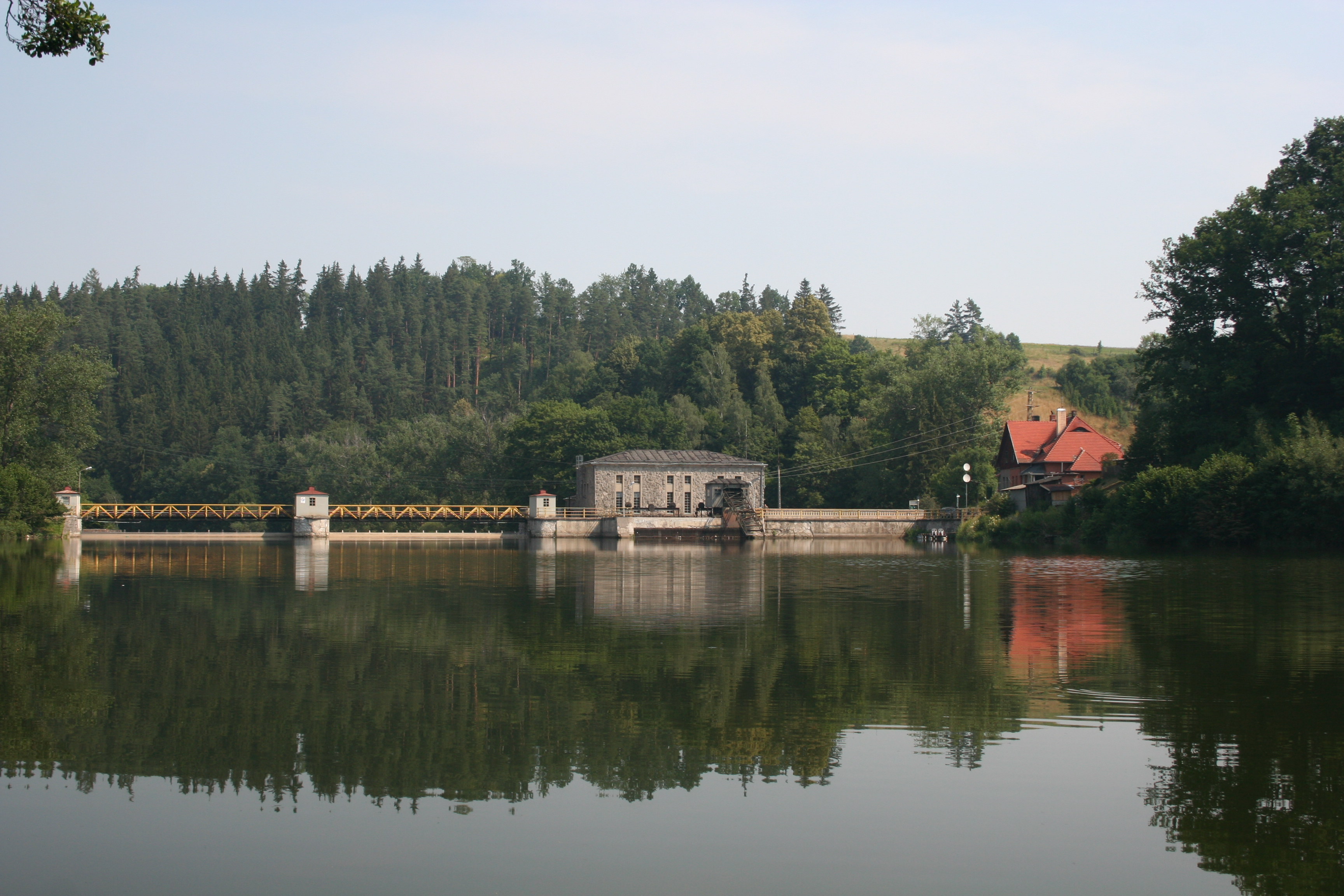
Elektrownia wodna Wrzeszczyn

Elektrownia Wrzeszczyn – elektrownia wodna zaliczana do klasy MEW na rzece Bóbr, we wsi Wrzeszczyn. Zbudowana w latach 1926-1927. Zbiornik wodny tworzy Jezioro Wrzeszczyńskie rozciągające się między Wrzeszczynem a Siedlęcinem. Wyposażona w dwa turbozespoły z turbinami Kaplana o łącznej mocy 4,2 MW. Kilka kilometrów w górę rzeki znajduje się elektrownia wodna Bobrowice I tworząca Jezioro Modre w okolicy Perły Zachodu. Przez most jazowy na elektrowni Wrzeszczyn prowadzi szlak rowerowy ER-6 biegnący od przejścia granicznego w Lubawce do Bolesławca oraz Turystyczny Szlak Rowerowy: "Obwodnica Jeleniogórska".

## Dane techniczne
- Spad znamionowy: 15,5 m
- Turbiny firmy J.M.Voith, generatory firmy Sachsenwerk
- Moc osiągalna: 3 MW i 1,2 MW
- Przełyk całkowity: 37,8 m³/s.
- Średnioroczna produkcja energii elektrycznej: 7 800 000 kWh.

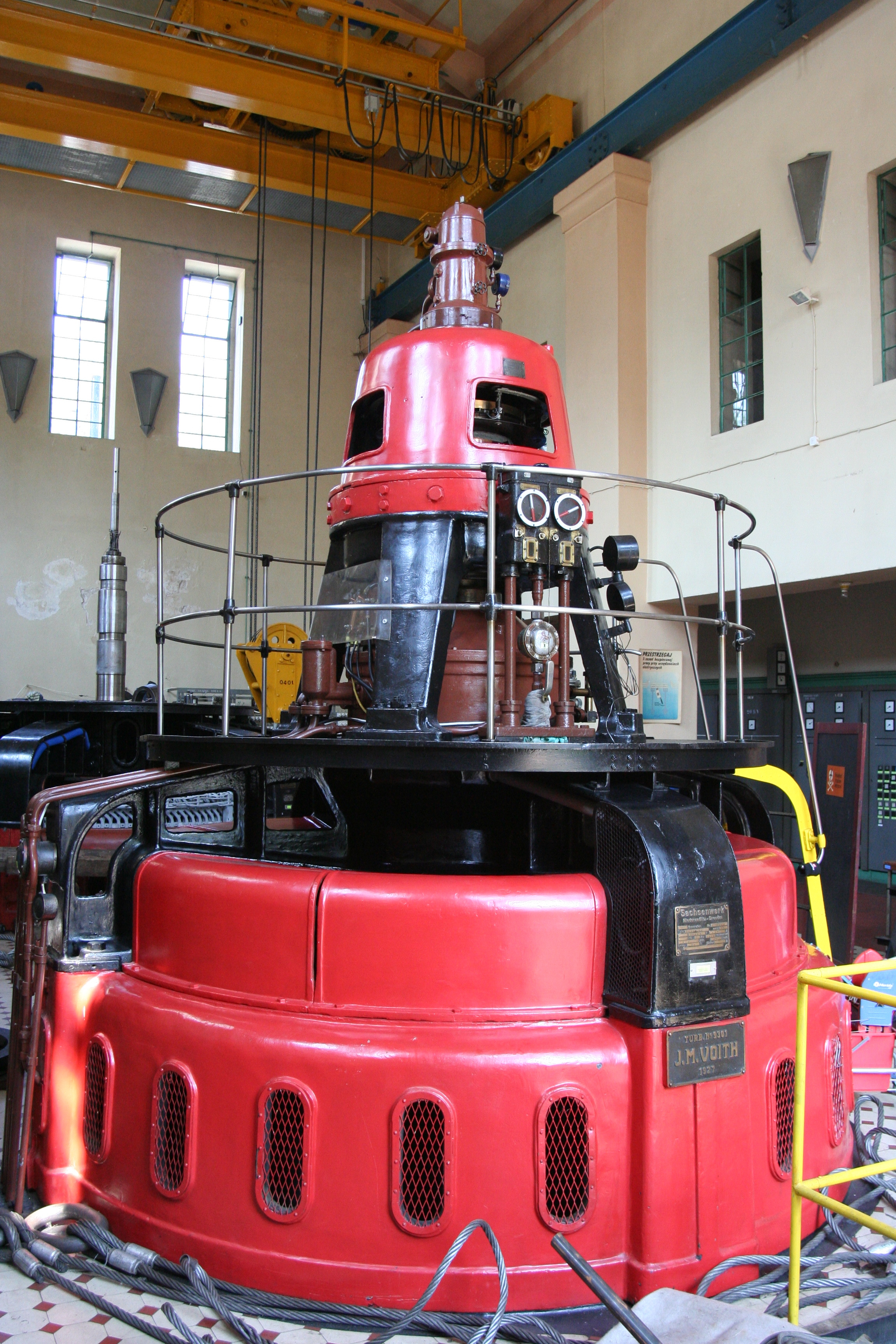
Turbina Kaplana
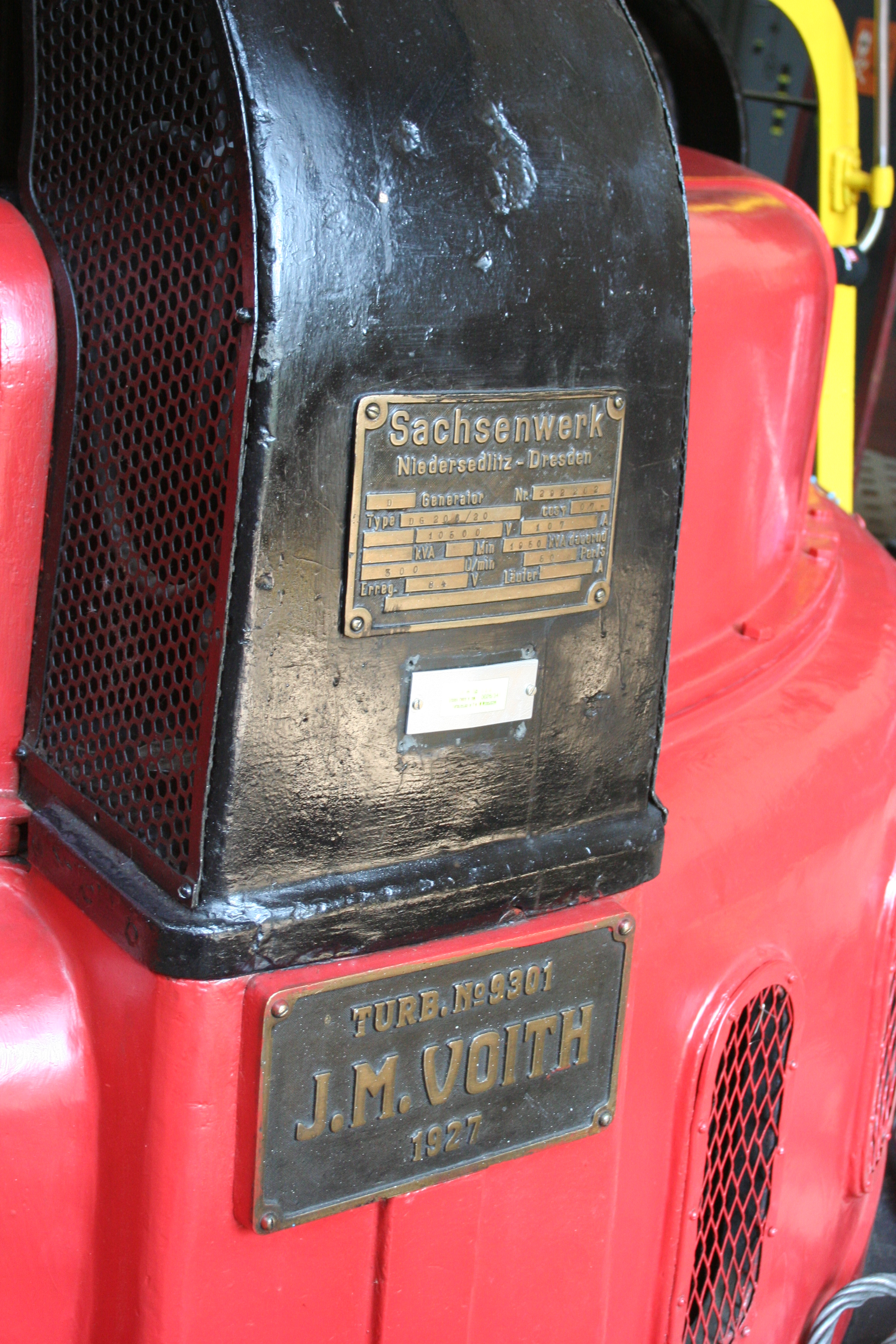
Tabliczka Znamionowa
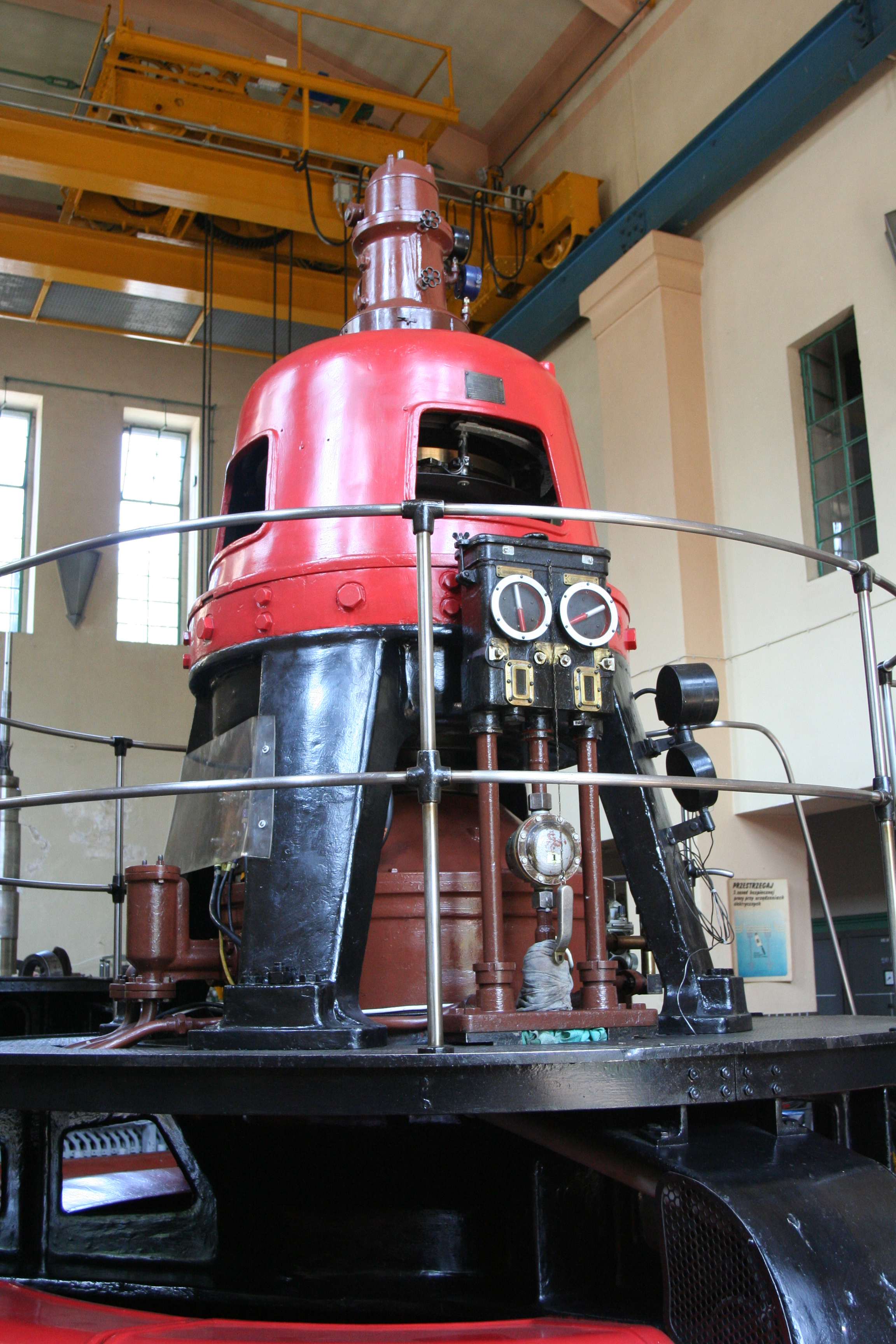
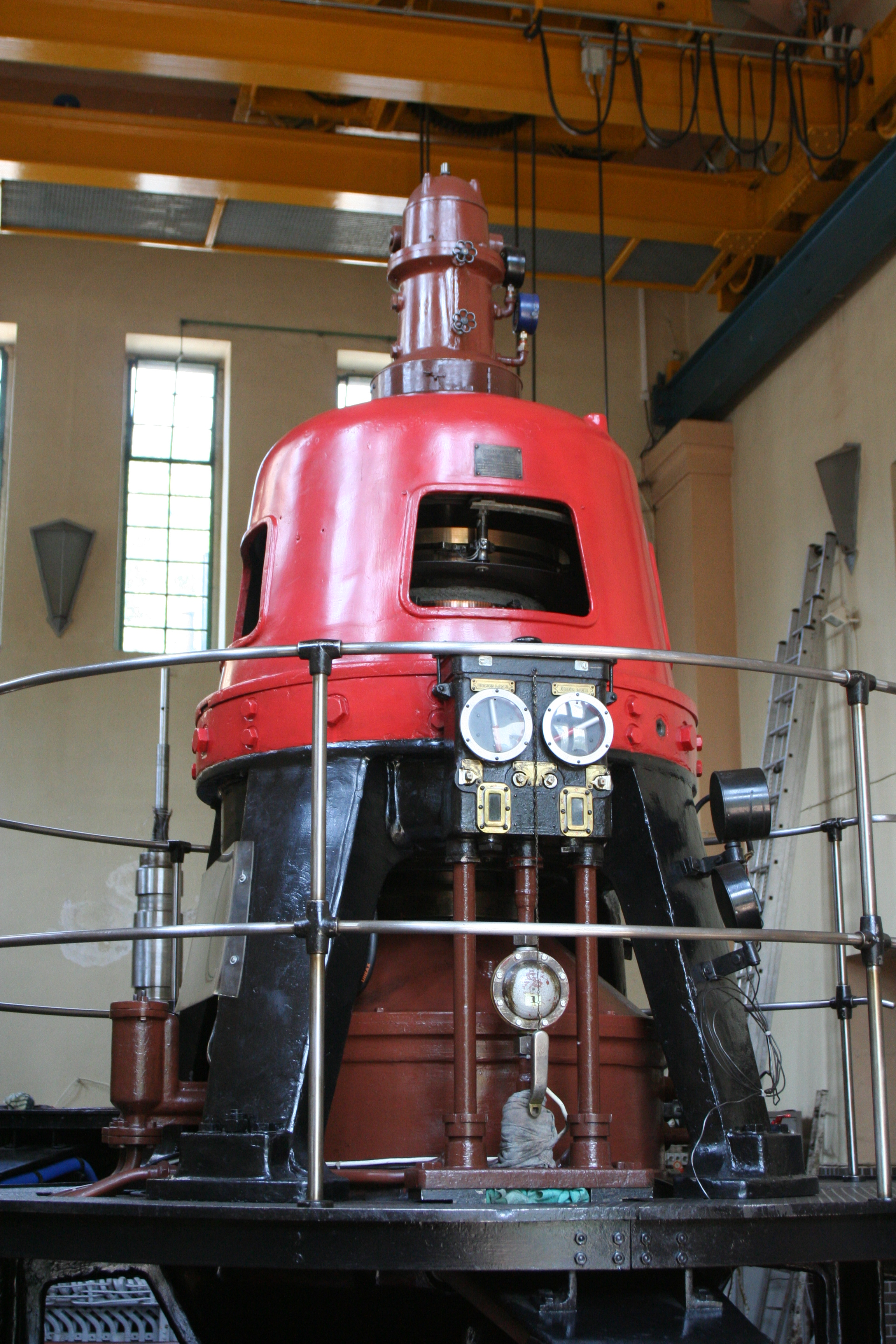
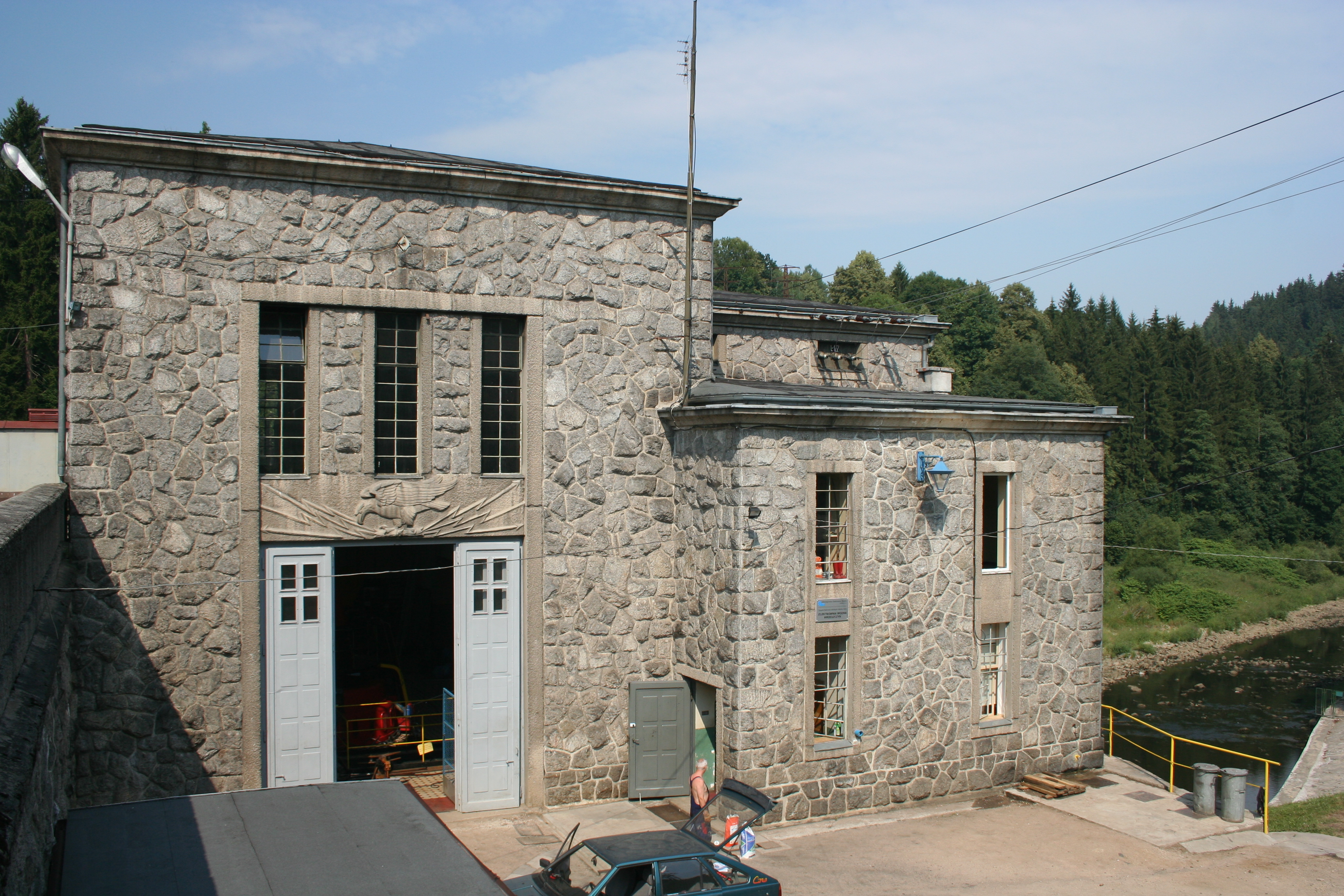
Budynek elektrowni
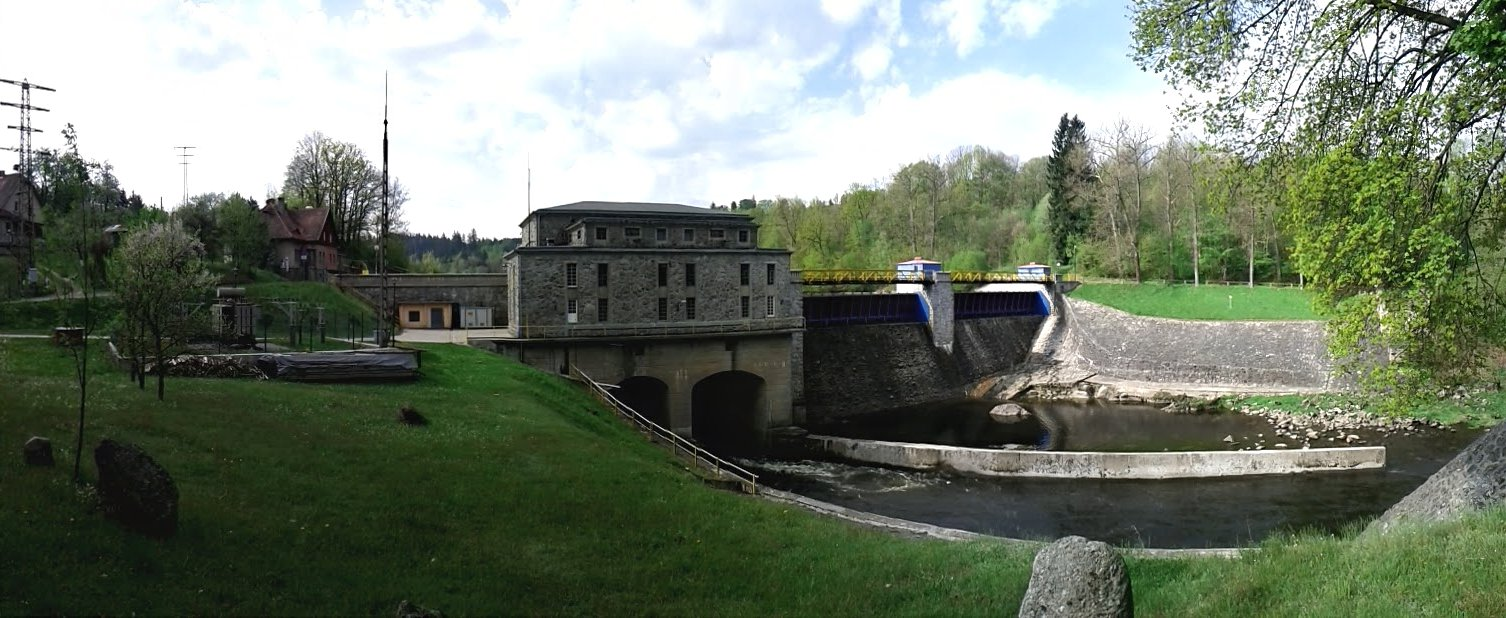
Zapora z budynkiem elektrowni